# I Zbór Kościoła Chrześcijan Baptystów w Warszawie
I Zbór Kościoła Chrześcijan Baptystów w Warszawie – zbór Kościoła Chrześcijan Baptystów znajdujący się przy ul. Waliców 25 w Warszawie. Należy do okręgu centralnego Kościoła Chrześcijan Baptystów w RP. Liczy około 300 wiernych.
Pastorem zboru jest od 2022 roku Jan Osiecki.

## Opis
W 1871 roku spotkania baptystyczne zainicjował Józef Herb w swoim mieszkaniu przy ul. Nowolipie 54. Pod koniec 1874 roku warszawski zbór liczył 56 członków, a w nabożeństwach uczestniczyło około 100 osób. W roku 1884 wynajęto dla potrzeb zborowych salę przy ul. Chłodnej 12.
W 1908 roku odbyło się przy ul. Żelaznej 54 poświęcenie nowo zbudowanej świątyni.
9 września 1961 roku nastąpiło otwarcie obiektu przy ul. Waliców 25. Następnego dnia odbył się chrzest 26 osób. Kaplica przygotowana została na 300 miejsc siedzących (zbór liczył 130 członków). W latach 80. placówki w Kielcach i Żyrardowie przekształciły się w samodzielne zbory.
W 1978 głosił tu Billy Graham podczas swej wizyty w Polsce.
W 2015 roku zbór wycofał się z ruchu ekumenicznego oraz zaapelował do władz Kościoła Chrześcijan Baptystów o wystąpienie z Polskiej Rady Ekumenicznej. 
W zborze organizowana jest szkółka niedzielna dla dzieci oraz zajęcia biblijne.